# Sepietta
Sepietta is een geslacht van inktvissen uit de familie van de Sepiolidae. De wetenschappelijke naam van het geslacht werd in 1912 gepubliceerd door Adolf Naef.

## Soorten
- Sepietta neglecta Naef, 1916 – Vergeten dwerginktvis
- Sepietta obscura Naef, 1916
- Sepietta oweniana (d'Orbigny, 1841) – Langwerpige dwerginktvis

### Synoniemen
- Sepietta minor Naef, 1912 => Rondeletiola minor (Naef, 1912)
- Sepietta petersii (Steenstrup, 1887) => Sepietta oweniana (d'Orbigny, 1841)